# Synovia
Synovia (auch Synovialflüssigkeit oder Gelenkschmiere) ist eine viskose, fadenziehende, klare Körperflüssigkeit in Gelenken und Sehnenscheiden. Sie wird von der Membrana synovialis, der Innenschicht der Gelenkkapsel, gebildet und bildet einen Gleitfilm auf den Gelenkflächen. Der Begriff geht auf Paracelsus zurück und ist von griechisch syn „zusammen mit“ und lateinisch ovum „Ei“ abgeleitet, da es Eiklar in Konsistenz und Aussehen ähnelt.

## Zusammensetzung
Synovia enthält:
- Hyaluronsäure
- Fetttröpfchen
- 2,5 % Proteine (1,9 % Albumin, 0,9 % Globuline)
- Glucose und Glykosaminoglykane, die für die unterschiedliche Viskosität je nach Belastung verantwortlich sind
- 94 % Wasser
- 0,5 % Mucine
- abgelöste Zellen der Membrana synovialis der Gelenkkapsel und Abwehrzellen

## Funktion
Die Synovia dient der Ernährung (Trophik) des Gelenkknorpels, der Schmierung der Gelenkflächen und  – gemeinsam mit dem Gelenkknorpel – der Stoßdämpfung im Gelenk.
Der Flüssigkeitsaustausch und damit die Ernährung des Gelenkknorpels wird durch wechselnde Be- und Entlastung der Gelenkknorpel aufrechterhalten. Durch diesen Wechsel wird das schwammige Knorpelgewebe von der Synovia „durchsaftet“ und ernährt. Bei langer Ruhigstellung eines Gelenkes, aber auch bei Überlastung, kommt es infolge von Ernährungsstörungen zu Knorpelschäden.

## Sonstiges Vorkommen
Synovia kommt auch in Gleiteinrichtungen von Sehnen wie Sehnenscheiden und Schleimbeuteln vor.

## Krankhafte Veränderungen
Bei Gelenkveränderungen, sei es nun durch eine Verletzung, eine entzündliche Erkrankung oder durch Verschleißvorgänge, reagiert der Körper mit einer vermehrten Produktion von Gelenkflüssigkeit (Gelenkhydrops). Von außen fällt das als Schwellung des Gelenkes auf. Der Tastbefund macht es möglich, zwischen einer Schwellung der Gelenkkapsel und einem Erguss zu unterscheiden. Wird die Synovia im Überschuss produziert, ändert sich ihre Zusammensetzung. Die normalerweise hochvisköse, klare, gelbe Flüssigkeit wird wässerig, manchmal durch Zellabrieb trübe oder durch Einblutung dunkel gefärbt (Hämarthros). Ihre normalen Funktionen kann sie dann nicht mehr ausüben, die Blutbeimengungen machen die Synovia dem Knorpel gegenüber sogar aggressiv. In der Tiermedizin wird das auch als Gelenkgalle bezeichnet.
Bleibt die vermehrt produzierte Gelenkflüssigkeit klar und zeigt im Laborbefund keine Auffälligkeiten, spricht man von einem Reizerguss. Dieser kommt nach Verletzungen, bei Arthrosen oder nach Operationen am Gelenk recht häufig vor, behindert natürlich die Funktion und kann die Gelenkkapsel überdehnen. Wird der Erguss zu groß, muss das Gelenk punktiert werden. Das darf nur unter sterilen Bedingungen geschehen, sonst besteht die Gefahr der Gelenkvereiterung Pyarthros. Die Laboranalyse der gewonnenen Flüssigkeit kann Hinweise auf die zu Grunde liegende Erkrankung liefern. Entzündliche Prozesse, etwa bei Rheumatoider Arthritis, können nachgewiesen werden, ebenso Störungen des Harnsäurestoffwechsels bei der Gicht.

## Belege
1. ↑  H. Feneis: Anatomisches Bildwörterbuch der internationalen Nomenklatur. 7. Auflage. Thieme 1993, ISBN 3-13-330107-1.
2. ↑  Kurt Tittel: Beschreibende und funktionelle Anatomie des Menschen, Elsevier, Urban & Fischer Verlag, 2003, S. 46.
3. ↑  N. Wagner, G. Dannecker (Hrsg.): Pädiatrische Rheumatologie. Springer, 2007, ISBN 978-3-540-32814-8, S. 92.
4. ↑  Physiotherapie in der Traumatologie/Chirurgie, Thieme, 2016, ISBN 978-3-13-154734-7, S. 22.
5. ↑  Michael Schünke: Funktionelle Anatomie – Topographie und Funktion des Bewegungssystems, Georg Thieme Verlag, 2000, ISBN 978-3-13-118571-6 S. 52.
6. ↑  K.L. Schmid: Physikalische und balneologische Therapie der Arthrose. In: Klaus Miehlke: Verhandlungen der Deutschen Gesellschaft für Innere Medizin: Kongreß gehalten zu Wiesbaden vom 2. bis 6. April 1989, Springer-Verlag, 2013, ISBN 978-3-642-83864-4, S. 471–478. Siehe S. 473.